# Государственный комитет по развитию и реформам КНР

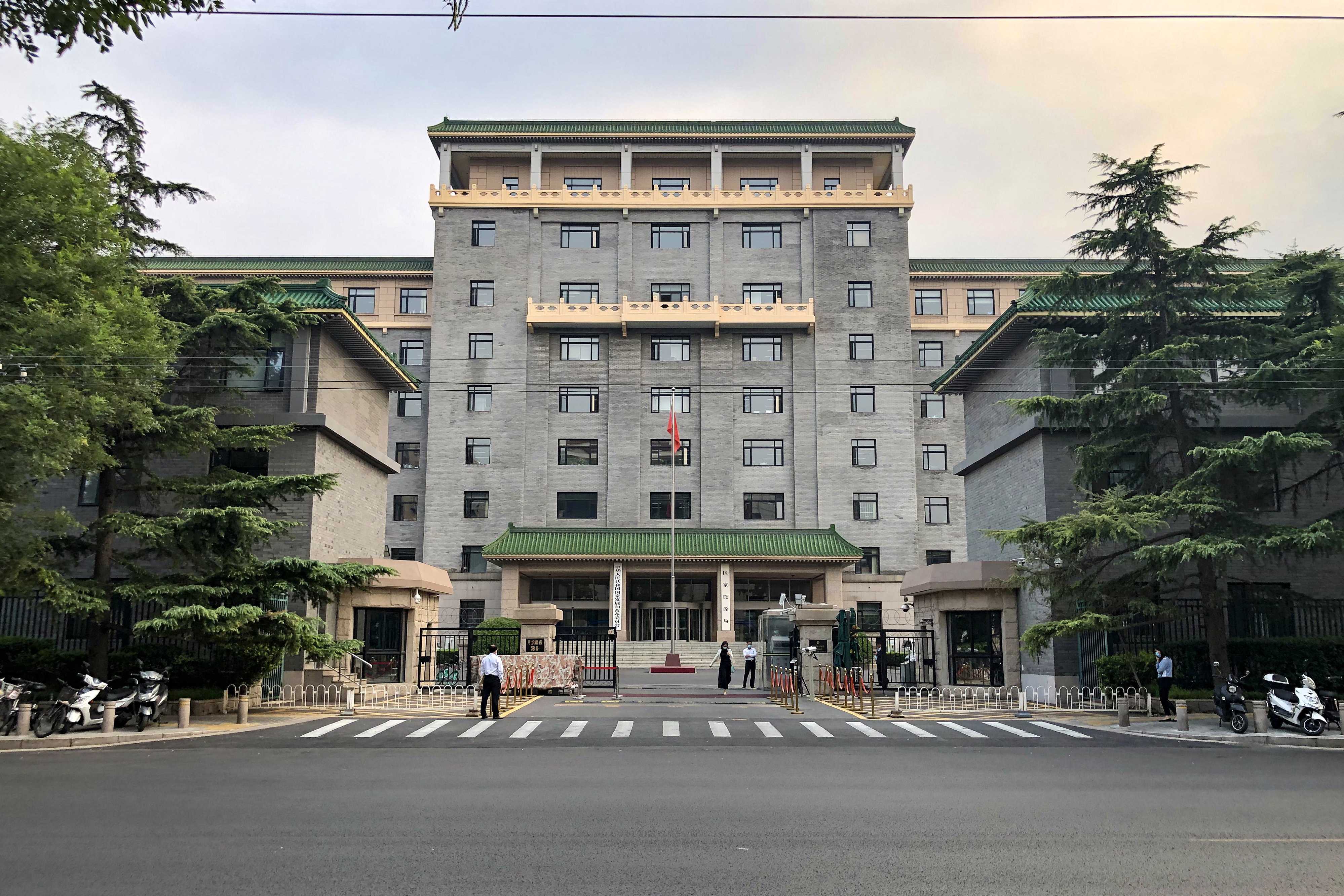
Государственный комитет по развитию и реформам КНР

Государственный комитет по развитию и реформе КНР (кит. 中华人民共和国国家发展和改革委员会) — государственный орган КНР.
Первоначально — Госплан КНР. Переименован в Государственный комитет планового развития КНР. Текущее название — Государственный комитет по делам развития и реформ КНР.

## Председатели
- Гао Ган 1952—1954
- Ли Фучунь 1954—1970
- Юй Цюли 1970—1980
- Яо Илинь 1980—1983
- Сун Пин 1983—1987
- Яо Илинь 1987—1989
- Цзоу Цзяхуа 1989—1993
- Чэнь Цзиньхуа 1993—1998
- Цзэн Пэйянь 1998—2003
- Ма Кай 2003—2008
- Чжан Пин 2008—2013
- Сюй Шаоши 2013—2017
- Хэ Лифэн 2017—2023
- Чжэн Шаньцзе 2023—

## Учреждения при Госкомитете
- Государственное управление по зерну и резервам КНР, начальник управления Цун Лян
- Государственное управление по энергетике КНР, начальник управления Чжан Цзяньхуа